# 达勒姆镇区 (伊利诺伊州汉考克县)
达勒姆鎮區（英語：Durham Township）是位於美國伊利諾伊州漢考克縣的一個行政鎮區。

## 地方資料
根據2010年美國人口普查的數據，达勒姆鎮區的面積為95.60平方千米，當中陸地面積為95.52平方千米，而水域面積為0.08平方千米。當地共有人口271人，而人口密度為每平方千米2.83人。